# Епоха скарбів
«Епоха скарбів» (англ. The Loot of Time) — науково-фантастичне оповідання Кліффорда Сімака, вперше опубліковане журналом «Thrilling Wonder Stories» в грудні 1938 року.

## Сюжет
1 Темпоральна тяга
Доктор Томас Паскаль винайшов оригінальний темпоральний мозок, що мав власне сприйняття часу і виробляв «темпоральну» енергію, чого було достатньо для подорожей в часі. Побудову першої машини часу, яка б працювала на цьому принципі, профінансували багатії-мисливці Джек Кебот та Конрад Янсі, яким було обіцяне полювання у Рисс-Вюрмському міжльодовиковому періоді, де одночасно була присутня фауна палеоліту та сучасна фауна.
Почавши подорож з берегів Темзи, вони перемістились на 70 тис. років у минуле, де мисливцям одразу довелось відбиватись від печерного ведмедя, а потім і від шаблезубого тигра.
2 Центавріани
В 56-ому столітті в офісі корпорації «Тайм тревел» працівники Стів Кларк та Енді Сміт, обговорювали недавнє велике пограбування, де викрали дорогоцінні марсіанські камені. Стів Кларк зауважив, що на його думку, до цього причетна банда центавріан (центавріани — раса істот покритих чешуєю з рогами і копитами), що вже протягом п'яти століть вчиняла злочини у Сонячній системі. Не встиг він договорити, як з'явився один із центавріан і під примусом зброї заставив їх віддати один із темпоральних конденсаторів із запасів компанії, залишивши їм декілька із вкрадених каменів. Друзі зрозуміли, що центавріани колись давно заволоділи однією із машин часу компанії, але компанія не стала це розголошувати. Отже центавріани були невловимими, оскільки переховувались в невідомому для інших часі. Не знаючи як пояснити охороні появу в них дорогоцінних каменів, друзі втікають на викраденій ними машині часу.
3 Несподіваний скарб
Протягом тижня мисливці призвичаювались до полювання на нових звірів. Одного дня літній неандерталець «Одноокий» мав би стати обідом шаблезубого тигра, але Конрад Янсі врятував його своїм влучним пострілом.
З того часу неандерталець завжди ходив за ними слідом, а мисливці залишали йому їжу. Коли ж він осмілів, щоб прийти в їхній табір, то Янсі подарував хороброму неандертальцю мисливський ніж. Зраділий «Одноокий» незабаром повернувся із подарунком для Янсі — ограненим діамантом величиною з кулак.
4 Всім! Всім! Всім!
Коли мисливці спитали звідки в нього діамант, «Одноокий» відвів їх в печеру заповнену дорогоцінним камінням і благородними металами у банківських злитках. Під час завантаження машини часу скарбами, на іншій машині часу прибули господарі скарбів-центавріани. В перестрілці одразу гине доктор Паскаль. Відступаючи перед переважаючими силами противника, мисливці вирішили використати подібність темпоральної енергії та електричної, і послати радіосигнал SOS у всі часи. Вони встигли послати сигнал, після чого темпоральний мозок вибухнув. Їх сигнал почули Стів та Енді, які допомогли знищити нападників разом з їхньою машиною.
5 Мисливці за гострими відчуттями
Мисливці поховали доктора Паскаля в його машині часу і вирішили об'єднатись із своїми рятівниками, щоб відвідувати різні епохи, витрачаючи скарби накопичені центавріанами.
Після їхнього відбуття у «Одноокого» почалося нове життя. Він поселився в машині часу і доглядав за кістками доктора Паскаля, а сусіднє плем'я сприйняло його за бога, і почало приносити йому їжу та хутра.
Знайшовши залишений поспіхом дорогоцінний камінь, він вирішив, що його нові друзі колись повернуться, оскільки залишили камінь для нагадування про себе.

## Персонажі
- Доктор Томас Паскаль — науковець, який перший створив машину часу, що працювала на винайденому ним оригінальному принципі.
- Джек Кебот, Конрад Янсі — багатії-мисливці, інвестори винаходу доктора Паскаля.
- Х'ю Камерон — помічник доктора Паскаля.
- «Одноокий» — літній неандерталець, місцевий житель.